# Paraminabea arborea
Paraminabea arborea is een zachte koraalsoort uit de familie Alcyoniidae. De koraalsoort komt uit het geslacht Paraminabea. Paraminabea arborea werd in 1999 voor het eerst wetenschappelijk beschreven door Williams & Alderslade. 